# Torre de la Sierra de la Petita
La torre de la Sierra de la Petita es un edificio fortificado en la sierra de la Petita en el término municipal de la población de Berga perteneciente a la comarca catalana del Bergadá de la provincia de Barcelona. Está incluido en el Inventario del Patrimonio Arquitectónico de Cataluña y protegida como Bien Cultural de Interés Nacional.

## Historia
El 19 de julio de 1713 la sierra fue escenario de un fuerte combate durante la guerra de Sucesión Española. La torre de La Petita formó parte de un proyecto de fortificación del castillo de San Fernando de Berga, firmado por el ingeniero Antonio López Sopeña en 1797, obra que no se realizó en su totalidad. Finalmente se hizo el año 1836, en el contexto de la primera guerra carlista.
La junta del museo de Berga ha propuesto la rehabilitación del lugar para convertirlo en museo de las Guerras Carlistas de Cataluña.

## Descripción
Este fortín está situado en una atalaya que permite visualizar todo el  Bergadá. Es de planta circular y volumen troncocónico. Tiene una planta baja medio enterrada y una superior cubierta con bóveda de piedra. Está flanqueado por pequeñas aspilleras y matacanes, que se conservan en mal estado, junto con los restos de la muralla que la unían con el castillo de San Fernando de Berga. La fábrica de construcción es de piedra irregular y mortero. Está flanqueado de matacanes y algunas pequeñas aspilleras. Actualmente toda la obra está sometida a un proceso de degradación muy rápido. En el entorno encontramos otros vestigios de fortificaciones. La sierra es punto de paso obligado para todas las comunicaciones del norte de Berga.